# Karolina Kusek

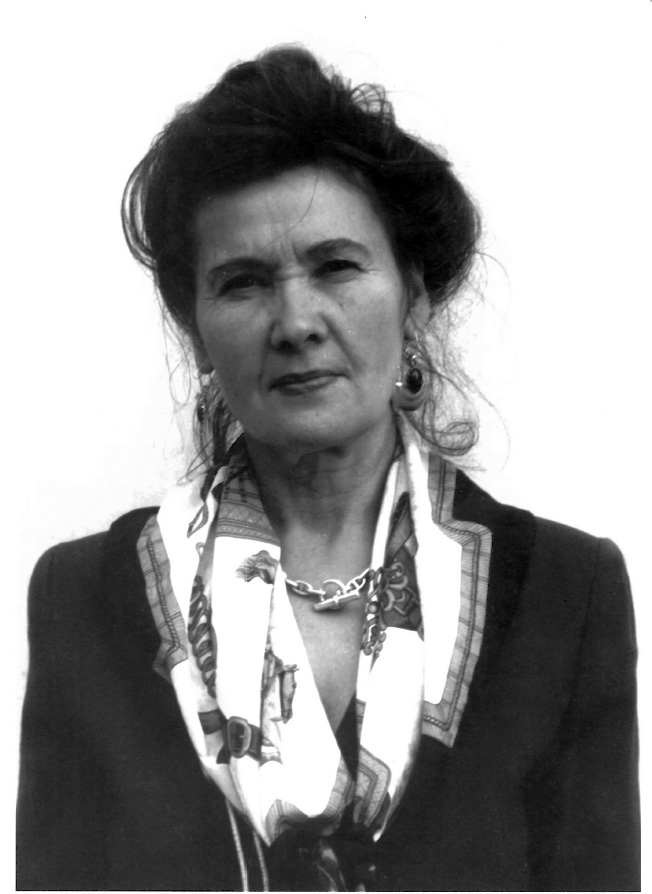

Karolina Kusek (nacida en 1940, Ternópil) es una poetisa de Wrocław, periodista, autora de epigramas, aforismos, frases de sabiduría, letras de canciones, poesía y cuentos para niños.  

## Formación
Graduada de la Escuela de Música (clase de violín) en Wrocław, de la Facultad de Filología Polaca en la Universidad de Breslavia y de la Academia de Pedagogía Especial ‘Maria Grzegorzewska’ en Varsovia.

## Trayectoria
Trabajó en la Editorial del Instituto Nacional ‘Ossolińscy’ en Wrocław y luego como periodista en las revistas Słowo Polskie y Słowo Powszechne.  
Debutó en 1970 con el poema A sio rakieto! en la revista infantil “Miś”. En 1982 publicó una colección de poesía para niños titulada Notas del corazón (Słonecznikowe nutki).  Es autora de 28 colecciones de poesía, principalmente para niños y sobre los niños, como: En la Tierra y más arriba (Na Ziemi i wyżej), Paseando por el campo (Spacerkiem przez pole), el libro de relatos Los colores del verano (Barwy Lata) (1989), Tus palabras (Twoje słowa), Con la abuelita de la mano (Z babcią za rękę) (1996), El pastel de manzana (Jabłkowy placek) (1998), El perrito que nadie acariciaba (Nieugłaskany piesek) (1998), Mis paisajes (Moje Krajobrazy), Pintados por el Sol (Malowane Słońcem), Imágenes de nuestra niñez (Obrazki z naszego dzieciństwa), Hacia el lado del Sol (W stronę słońca), Por el sendero de la tinta (Atramentowym szlakiem), Tras la voz del corazón (Za głosem serca), Entre el amanecer y el ocaso (Pomiędzy świtem a zmierzchem), Capté con la mirada el mundo del niño (Objęłam spojrzeniem świat dziecka), Los niños de Marte (Dzieci Marsa) y otras. 
Es autora de la versión poética de “El Cascanueces” de Hoffmann para el estreno de ballet en la Ópera de Wrocław y del drama escénico “Tajemniczy cień”.
Karolina Kusek es una gran defensora de los derechos de los niños porque, como dice, el niño es el mayor bien y la esperanza del mundo, al que se le merece el respeto, una infancia digna, el amor y el desarrollo. En su poesía la autora se centra en el mundo del niño – su vida, sus sensaciones y emociones.  Refleja el mundo visto a través de los ojos de un niño que a menudo difiere de cómo lo perciben los adultos. En muchos poemas  la autora invoca también los tiempos de la guerra y, en ellos, el drama inconcebible de los niños.
La obra de Karolina Kusek es una especie del testamento de la memoria y un mensaje para las generaciones futuras. La autora, en una forma literaria, pide a los adultos que presten la atención a los problemas y dramas de los niños en el mundo contemporáneo, como también dirige sus palabras al niño, tratando de enfocar su sensibilidad en la belleza, la durabilidad y la fragilidad del mundo, en la armonía de la naturaleza, en la sabiduría de las leyes eternas de la naturaleza cuya parte inseparable es el hombre.
Muchas obras de Karolina Kusek han sido publicadas en las revistas pedagógicas, en la prensa nacional y regional, en las antologías de poesía para  niños, como también en los libros de texto para las escuelas y guarderías.

## Traducción de su obra
La poesía de Karolina Kusek ha sido traducida a muchos idiomas, incluidos el inglés, chino, checo, esperanto, francés, español, alemán, ruso, ucraniano, italiano y otros.

## Premios y distinciones
Karolina Kusek fue galardonada, entre otros, con los siguientes premios:
- Premio al Trabajo Orgánico Maria Konopnicka (Nagroda Pracy Organicznej im. Marii Konopnickiej);
- Premio Literario ‘Klemens Janicki’ (Nagroda Literacka im. Klemensa Janickiego);
- Estatuilla Fénix (Feniks) (premio expresionista ‘Tadeusz Miciński’)
- Medalla de plata Labor Omnia Vincit – (El trabajo lo vence todo) ‘Hipolit Cegielski’;
- Europan Medal of Poetry and Art – Homer (Medalla Europea de Poesía y Arte - Homero).
- También es ganadora múltiple del plebiscito Mujer Influyente de la Silesia Baja (Wpływowa Kobieta Dolnego Śląska) y finalista del plebiscito La Personalidad del Año 2017 (Osobowość Roku 2017).
- En el 2018 Karolina Kusek quedó tercera en el plebiscito Vigésimo Aniversario de las Mujeres más Influyentes de la Silesia Baja (20-cie Najbardziej Wpływowych Kobiet Dolnego Śląska). Fue un plebiscito organizado exclusivamente para los representantes de los medios (jefes de redacción, redactores de secciones, periodistas, críticos, expertos y fotoperiodistas).
- Desde hace muchos años, en las escuelas y bibliotecas en todo el país se organizan los concursos literarios ‘Karolina Kusek’, como también las exposiciones artísticas y representaciones inspiradas por la obra de la poetisa.